# نینا فرولوا
نینا فرولوا (روسی: Нина Николаевна Фролова؛ زادهٔ ۱۱ october ۱۹۴۸ (۷۶ سال)) ورزشکار روئینگ اهل اتحاد جماهیر شوروی سوسیالیستی است.
وی در مسابقات کشوری و بین‌المللی در مجموع برندهٔ ۷ مدال طلا، ۳ مدال نقره شده‌است.